# ATV Offroad Fury
ATV Offroad Fury est une série de jeux vidéo de simulation de quad (All Terrain Vehicle ou ATV en anglais).

## Titres
- 2001 : ATV Offroad Fury (PlayStation 2)
- 2002 : ATV Offroad Fury 2 (PlayStation 2)
- 2004 : ATV Offroad Fury 3 (PlayStation 2)
- 2005 : ATV Offroad Fury: Blazin' Trails (PSP)
- 2006 : ATV Offroad Fury Pro (PSP)
- 2006 : ATV Offroad Fury 4 (Playstation 2)